# Xi Persei
Xi Persei (Menkib, Menkhib, Menchib, 46 Persei) é uma estrela na direção da constelação de Perseus. Possui uma ascensão reta de 03h 58m 57.90s e uma declinação de +35° 47′ 27.7″. Sua magnitude aparente é igual a 3.98. Sua distância é de 1772 anos-luz em relação à Terra. Pertence à classe espectral O7.5Iab:.